# Лінда Марія Барос
Лінда Марія Барос (рум. Linda Maria Baros; 6 серпня 1981, Бухарест) — французька і румунська поетеса, перекладач і літературний критик французькою та румунською мовами. Лауреат престижної Аполлінерської премії (Франція, 2007)
Французька літературна критика вважає її однією з найпотужніших сьогоденних голосів, однією з найзнаменитіших поетес XXI століття.

## Біографія
- Учениця Бухарестської Центральної школи та Парижського ліцею Віктор-Дурю.
- Студентка Університету Париж-Сорбонна — Сучасна література.
- Член Спілки Письменників Румунії, з 2002 року.
- Засновник і директор літературного журналу VERSUs/m (Бухарест, 2005).[5]
- Ініціатор і співорганізатор фестивалю Весна поетів (Le Printemps des Poètes), який відбувається в Румунії (з 2005 р.).
- Лектор одного з найбільших французьких видавництв (з 2005 року).
- Заступник секретаря Румунської асоціації літературних перекладачів румунської літератури з осередком в Парижі (з 2006).
- Культурний посол Румунії в рамках Європейського культурного сезону (Париж, 2008).
- Відповідальний за відділ поезії літературного журналу Seine et Danube, Париж (2009–2010 рр.)
- Заступник генерального секретаря Асоціації La Nouvelle Pléiade (Нова плеяда, Париж, 2009).
- Член (обраний на все життя) французького журі поезії Макс-Поль Фуше, який складається з важливих літературних діячів (з 2010)
- Доктор літературознавства— Університету Париж-Сорбонна і Бухарестського університету (з 2011 р).

## Літературна діяльність
Деб'ютувала 1988 року з поезією в одному з літературниж журналів.

### Поезія
- 2009, L'Autoroute A4 et autres poèmes (Автомаршурт А4 та інші поеми), видавництво Cheyne, Франція
- 2006, друге видання в 2008, La Maison en lames de rasoir (Будинок з лез для гоління), видавництво Cheyne, Франція
- 2004, Le Livre de signes et d'ombres (Книга знаків і тіней), видавництво Cheyne, Франція
- 2003, Поема з кабанячою головою", видавництво Віня, Бухарест
- 2001, Присмерк далеко, вирви йому стрічку!, Бухарест

Поезії Лінди Марії Барос були перекладені в Англія, США, Іспанія, Голландія, Бельгія, Італія, Німеччина, Швейцарія, Люксембург, Марокко, Ірак, Сербія, Північна Македонія, Словенія, Болгарія, Хорватія, Албанія, Канада, Мехіко, Бангладеш, Японія та Фінляндія.

### Поезія— томи перекладені на інших мовах
- На болгарську — Къща от бръснарски ножчета (Будинок з лез для гоління), переклад Аксенії Михайлової, Bulgarian Foundation for Literature, Софія, Болгарія, 2010
- На румунську — Словник знаків і сходів, видавництво Junimea, Ясси, 2005

### Драматургія
- Великодушні, жодного разу не займаються дрібницими, видавництво Літературного музею Румунії, Бухарест, 2003
- Прийшов до мене один кентавр", видавництво META, Бухарест, 2002

### Сторінки критики
- 2005, Passer en carène (французькою мовою), Editura Muzeul Literaturii Române, Бухарест
- 2005, Les Recrues de la damnation (французькою мовою), Editura Muzeul Literaturii Române, Бухарест

### Переклади
Переклала понад тридцять книжок.
- З румунської на французьку томи Нікіти Стенеску, Іоана Ес. Попа, Ангели Марінеску і т. д.
- Так само з французької/англійської/іспанської переклала на румунську томи поезії Анрі Мішо, Бориса Віана, Гі Гофета і романи Альфонса Доде, Джеймс Олівер Кервуд і т. д.
- У 2008 році, зробила віртуальну бібліотеку ZOOM (125 авторів).[6]
- Опублікувла французькою мовою Антологію сучасної румунської поезії, в яку включила 20 поетів.[7]

### Співраця
Опубліковує поезію, літературну критику та переклади в журналах : Po&sie, Seine et Danube, Aujourd'hui poème, Europe, Poésie 2003, La Revue littéraire, Confluences poétiques, NUNC, Pyro, Le Bateau Fantôme, La page blanche, MIR, La Traductière, Ici & Là, Thauma, L’Écho d'Orphée, Hauteurs, Littérales (Франція), Poetry Review, Horizon Review (Англія), Électron libre (Марокко), Galateea, Observator München (Німеччина), Pleiades, International Notebook of Poetry (США), Bunker Hill (Голландія), El Coloquio de los Perros, Alora, la bien cercada,ABC (Іспанія), Contre-jour, Langage & créativité (Канада), Le Journal des Poètes, Langue vive, Revolver (Бельгія), Le Quotidien, Tageblatt, Le Jeudi (Люксембург), Poetika, Gradina, Književni list (Сербія), Scritture Migranti, Formafluens (Італія), Messager (Хорватія), Luceafarul, Viaţa românească, Apostrof, Noua literatura, Ziua literara, Adevărul literar şi artistic, Arges, Astra, Calende, Tribuna, Litere (Румунія), (Японія) тощо.

## Підручники
Поема «Гірничі коні» написана Ліндою Марією Барос була включениа в підручник для 12 класу «Румунська мова та література», видавництво «Paralela 45», 2007.

## Антології
Поеми Лінди Марії Барос появились в таких антологіях:
- «Anthologie de la poésie amoureuse» ("Антологія любовної поезії «), „Écriture“, Франція, 2010.[8]
- „30 ans, 30 voix“ („30 років — 30 голосів“), „Cheyne“, Франція, 2010.[9]
- „Runoilevien Naisten kaupunki“ („Замок поетес“ — 12 поетес з усього світу), „Таммі“, Гельсінкі, Фінляндія, 2010.
- „Антиутопічна поезія“, антологія Даніеля Д. Маріна, „Paralela 45“, Румунія, 2010.
- „Kijk, het heeft gewaaid“, „Poetry International“, Роттердам, Голландія, 2009[10]
- „Poesía francesa contemporánea. Diecisiete poetas“ („Сучасна французька поезія“ — сімнадцять поетів»).

«Lancelot», Іспанія, 2008.
- «Poésies de langue française. 144 poètes d'aujourd'hui autour du monde» («Поезія французькою мовою — 144 сьогоденних поетів з різних країн світу»), «Éditions Seghers», Франція, 2008.[11]
- «Поетичний 2005 рік» — антологія В-цтва «Seghers», Франція, 2006.

## Літературні нагороди
- 2008 — Національна премія ім. «Іона Мінулеску», Румунія
- 2007 — Премія Аполлінера — одна з найважливіших французьких премій — для «La Maison en lames de rasoir», Франція[12]
- 2004 — Премія за Поетичне покликання —Le Livre de signes et d'ombres, Франція[13]
- 2002 — Премія Міжнародної Академія ім. «Міхая Емінеску», за переклад Румунія
- 2001 — Премія поезії в рамках фестивалю Le Printemps des Poètes, Франція

## Степендія для перекладів
- Vertalershuis (Дім перекладачів), Амстердам, Голландія, 2007
- Centre de Rencontres Abbaye Neumünster, Luxemburg, 2006
- The 3rd Poetry Translation Workshop The Golden Boat, Szerbiá, 2005
- Collège Européen des traducteurs littéraires de Seneffe, Belgium, 2003

## Міжнародні фестивалі
- Фестиваль «MidiMinuitPoésie», Нант (Франція), 2010
- Міжнародний фестиваль поезії «Wallonie-Bruxelles», Намюр (Бельгія), 2010
- Фестиваль «Le Printemps des Poètes» («Весна поетів»), Париж (Франція), 2010
- Фестиваль «A vous de lire» (Франція), 2010
- «Biennale de la poésie» (Франція), 2009[14]
- Фестиваль «Paris en toutes lettres» (Франція), 2009
- Міжнародний фестиваль поезії, Труа́-Рів'є́р, Квебек (Канада), 2008
- «Poetry International», Роттердам (Голландія), 2008[15]
- Фестиваль «Les Voix de la Méditerranée», Лодев (Франція), 2008
- «Primavera dei Poeti», (Італія), 2008
- фестиваль поезії «La Mar de Letras», Картахена (Іспанія), 2008
- «World Poetry Day», Белград (Сербія), 2008
- Фестиваль «Le Printemps des Poètes» (Люксембург), 2008
- Фестиваль «Le Printemps des Poètes» (Франція), 2007
- Міжнародний фестиваль поезії «Teranova» (Франція), 2006
- «Odyssey International Festival», Амман (Голландія), 2005
- «La Biennale internationale de poésie», Льєж (Бельгія), 2005
- Міжнародний фестиваль поезії, Рабат (Марокко), 2004
- Міжнародний фестиваль літератури, Нептун (Румунія), 2001